# Stracciabudella
Stracciabudella è un brano della cantante italo-marocchina Malika Ayane mandato in rotazione radiofonica a partire dal 25 maggio 2018. Il brano funge da apripista per il quinto album di inediti, Domino, pubblicato nel 2018.

## Il brano
Vi siete mai stracciati le budella per vedere quanto amore avete nel corpo e nel sangue e nel cuore?
Avete mai cercato le parole e la musica per dirlo?
Così la cantautrice presenta il nuovo brano composto da lei stessa con il musicista Shridhar Solanki.

## Video musicale
Il videoclip è stato diretto da Sam Kristofski ed è stato pubblicato sul canale VEVO della cantante in data 25 giugno 2018.

## Tracce
1. Stracciabudella – 3:24